# سعيد سياح
 سعيد سياح  (1989 الجزائر) هو لاعب كرة قدم جزائري.

## روابط خارجية
- سعيد سياح على موقع قاعدة بيانات كرة القدم.إي يو (الإنجليزية)
- سعيد سياح على موقع Soccerway.com (الإنجليزية)